# Lullatone
Lullatone（ララトーン）は、名古屋市に拠点を持つバンドである。ショーン・ジェームス・シーモア (Shawn James Seymour)と、その妻である冨田 淑美（とみだ よしみ）の二人組で、おもちゃや鍵盤ハーモニカ、バスタブなど、様々な楽器を使った演奏で有名である。ジャンルは、エレクトロニカ、インディ・ポップに属す。

## 概要・略歴
ケンタッキー州ルイビル生まれのショーン・ジェームス・シーモアとその妻の冨田淑美によるユニットである。シーモアは、高校生であった1990年代後半に、キーボードとカセットテープレコーダーを使った楽曲の創作を始めた。二人が出会ったのは、ルイビルにあるベラミン大学で、冨田は日本からの交換留学生であった。二人はすぐに恋人同士の関係となったが、冨田の旅券の期限が切れたために、シーモアは冨田とともに日本に渡ることを決断した。日本での生活で二人は小さなアパートの一室に住み、冨田が寝ている間に、シーモアは楽曲の制作を続けた（冨田に迷惑をかけないため）。シーモアが主につくったのは子守唄（ララバイ）であった。これらの曲は、レイモンド・スコットの1963年のレコードである『Soothing Sounds for Baby』の影響を受けている。
2003年のアルバム『Computer Recital』は、彼らがはじめて録音したアルバム作品であり、シーモアが演奏する安いサンプリングキーボードであるカシオのCasiotone SK-1 も使ったグロッケンシュピールや鍵盤ハーモニカ、リコーダーなど単純かつ小さな楽器の音色と、冨田のヴォーカルから構成された。このアルバムは Audio Dregs から発売され、すぐに喝采の声とともに迎えられた。また、音楽雑誌や、ピッチフォーク・メディアのような有力独立系批評サイトからも相当な注目を浴び、批評を受けた。
その後、『My Petit Melodies』を日本のレーベルのChildisc からリリース。その後もアルバムのリリースを続け、2007年には初のアメリカ合衆国ツアーを記念した『Tour EP』をリリース。2008年には、オーストラリアのRoom40傘下であるレーベル Someone good から『The Bedtime Beat』をリリースした。
シーモアと冨田は2005年に結婚している。シーモアは、中学校の教師をしつつ、音楽活動を続けており、CMやテレビ番組の音楽制作も行っている。また、二人は東海テレビの子ども向け番組『すくすくぽん!』でコーナー出演もしている。

## メンバー
- ショーン・ジェームス・シーモア：キーボード、パーカッション、ボーカル、その他の楽器
- 冨田淑美：ボーカル、パーカッション、その他の楽器

## ディスコグラフィー

### アルバム
- Computer Recital（Audio Dregs、2003年）
- My Petit Melodies（Childisc、2003年）
- Little Songs about Raindrops（Audio Dregs、2004年）
- Plays Pajama Pop Pour Vous（Audio Dregs、2006年）
- The Bedtime Beat（Someone Good、2008年）
- We Will Rock You to Sleep: An Introduction to（Audio Dregs、2009年）
- Songs That Spin in Circles（Audio Dregs、2009年）
- Soundtracks for Everyday Adventures（lulla-label、2010年）
- While Winter Whispers（2014年）

### EP
- Tour EP（2007年）
- Summer Songs - EP（2013年）

### ダウンロード配信
- Looping Lullabies（2010年）
- Elevator Music（2011年）
- Alarms & Ringers（2011年）